# Onthophagus nudifrons
Onthophagus nudifrons là một loài bọ cánh cứng trong họ Bọ hung (Scarabaeidae).